# محمد ناهیری
محمد ناهیری (انگلیسی: Mohamed Nahiri؛ زادهٔ ۲۲ اکتبر ۱۹۹۱) بازیکن فوتبال اهل مراکش است.
از باشگاه‌هایی که در آن بازی کرده‌است می‌توان به باشگاه فوتبال الرجا، باشگاه فوتبال الفتح، باشگاه فوتبال الوداد کازابلانکا، و باشگاه فوتبال العین سعودی اشاره کرد.
وی همچنین در تیم‌های ملی فوتبال زیر ۲۳ سال مراکش و مراکش بازی کرده‌است.